# Ioana Bran
Ioana Bran (n. 31 octombrie 1986, Satu Mare, România) este un deputat român, ales în 2016, ministru al tineretului și sportului în Guvernul Dăncilă. 